# فلوشثورن (جبال الألب بينيني)
فلوشثورن (بالإنجليزية: Fluchthorn (Pennine Alps))‏ هو أحد جبال سلسلة جبال الألب بينيني وجزء من القمة الأم ريمبفيشورن يقع في كانتون فاليز، سويسرا. يبلغ ارتفاع الجبل حوالي 3795 متر، بينما يبلغ ارتفاع نتوء الجبل 71 متر.